# Hülsenmoor
Hülsenmoor ist ein Ortsteil der Gemeinde Essen (Oldenburg) im niedersächsischen Landkreis Cloppenburg.
Der Ort mit etwa 1300 Einwohnern liegt nordöstlich des Kernortes Essen unweit der westlich verlaufenden B 68. Die Landesstraße L 843 verläuft unweit südlich, die Lager Hase fließt etwas weiter entfernt südlich.